# IC 319
IC 319 је појединачна звијезда у сазвјежђу Персеј која се налази на листи објеката дубоког неба у Индекс каталогу.
Деклинација објекта је + 41° 24' 59" а ректасцензија 3h 23m 29,0s.